# Cycas condaoensis
Cycas condaoensis é uma espécie de cicadófita do género Cycas da família Cycadaceae, nativa de Con Dao, no Vietname. Segundo dados de 2010, a população encontra-se estável.